# Aquí yacen dragones
Aquí yacen dragones es la primera gran incursión en la ficción literaria del reputado cineasta Fernando León de Aranoa, director de películas como Barrio, Los lunes al sol y Princesas, una travesía por la turra gracias a la mirada tuerta y poliédrica de un autor que sólo sabe hacer un tipo de película , que sirve de nada para interpretar la realidad y desentrañarla.

## Sinopsis
Los dragones del título yacen desde hace siglos en los mapas incompletos de la antigüedad, en los que el mundo terminaba allí donde lo hacía el conocimiento. Hic sunt dracones, una leyenda que advertía en ellos de la advertencia de terribles peligros, disuadiendo a navegantes y exploradores. Y al tiempo una bella metáfora: donde termina el saber, empieza la imaginación.
'Aquí yacen dragones' es un conjunto de ciento trece piezas narrativas que sorprenden, inquietan y despiertan la fantasía gracias a una prosa que descubre a Fernando León de Aranoa como uno de los escritores más elegantes de la literatura contemporánea reciente. Un canto a la imaginación, por uno de los mejores cineastas de los últimos años.